# Kaskadental (Bad Kissingen)
Das Kaskadental ist eine Naturanlage in der bayerischen Kurstadt Bad Kissingen im unterfränkischen Landkreis Bad Kissingen.

## Geographische Lage
Das Kaskadental befindet sich in der Nachbarschaft des Bad Kissinger Stadtteils Hausen und verläuft entlang der Staatsstraße 2792, die Hausen und Poppenroth (ebenfalls ein Stadtteil von Bad Kissingen) miteinander verbindet und am Wildpark Klaushof vorbeiführt.
Die Eckpunkte des Kaskadentals befinden sich auf der Höhe der an der Staatsstraße befindlichen Marieneiche, die nach Königin Marie von Hannover benannt ist, einerseits und dem am Hausener Ortsrand gelegenen Altenburger Haus andererseits.

## Geschichte

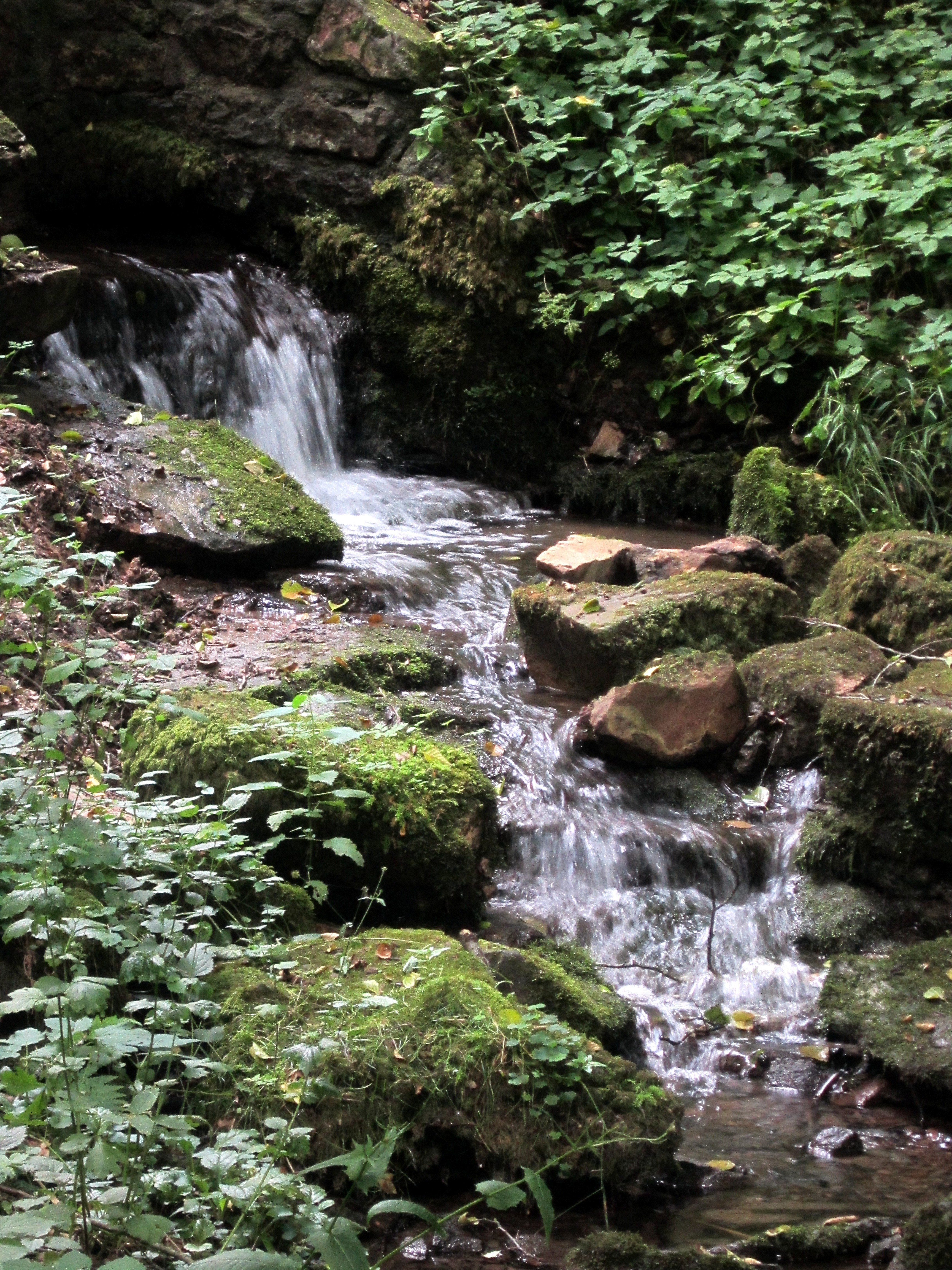
Impression aus dem Kaskadental.

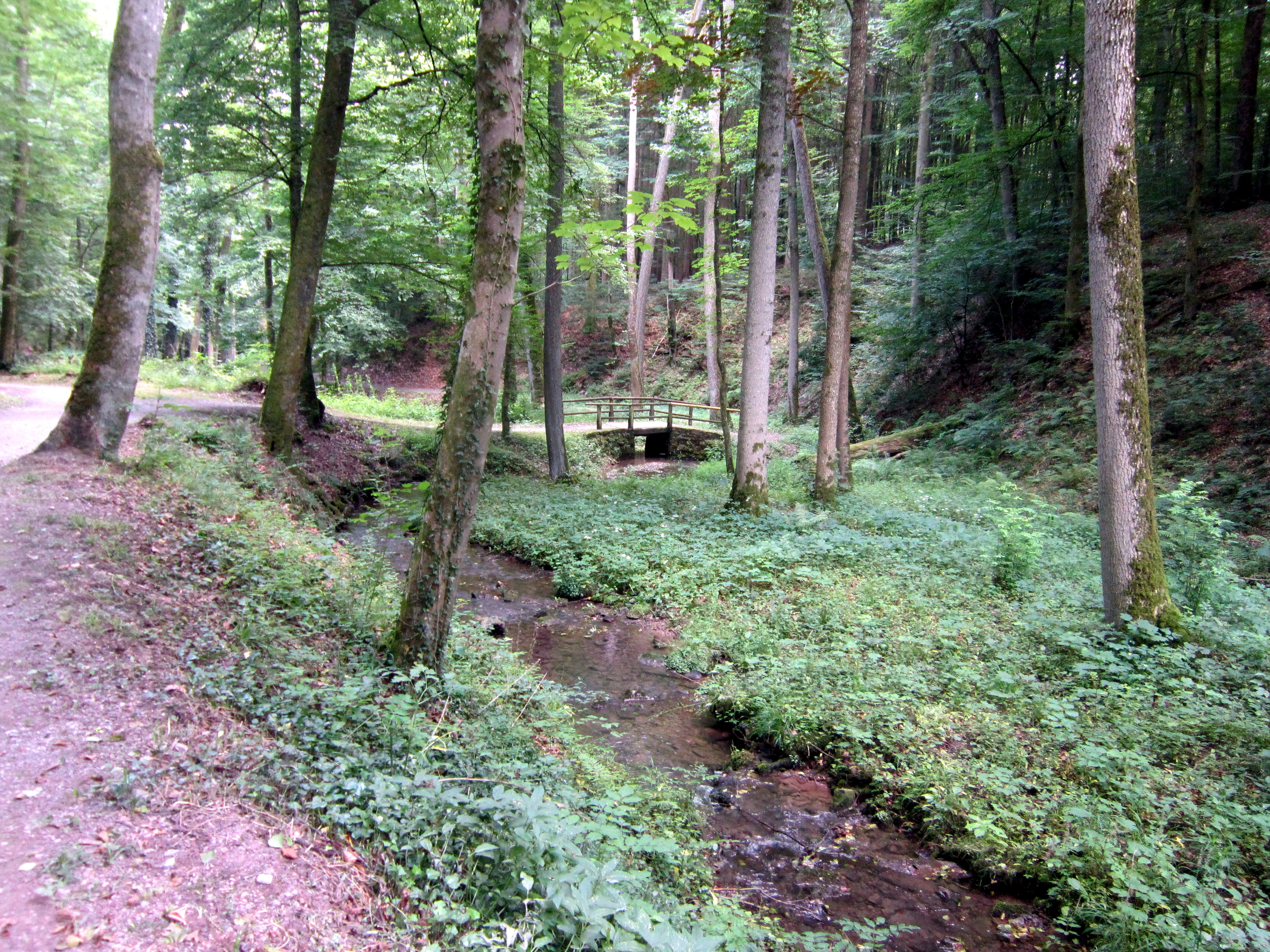
Impression aus dem Kaskadental.

Im Jahr 1767 entstand in einem Tal zwischen Hausen und dem Bad Kissinger Wildpark Klaushof entlang des Verlaufes des Ilgenbachs das Kaskadental. Das Wasser des Ilgenbachs stammt aus der Quelle des Dorfbrunnens der nahe gelegenen Wüstung Bremersdorf.
Fürstbischof Adam Friedrich von Seinsheim, der eine solche Anlage auch gern in seiner Residenz in Würzburg gehabt hätte, ließ im Verlauf des durch das Tal fließenden Ilgenbachs künstliche Kaskaden anlegen sowie Skulpturen aufstellen, die möglicherweise vom Bad Bockleter Hofbildhauer Ferdinand Tietz, dem Schöpfer der Figuren im Kurpark von Bad Bocklet, gefertigt wurden.
Nach der Vorstellung des Fürstbischofs war es der Zweck der Anlage, die Kurgäste zu erfreuen. In diesem Sinne trafen sich im Kaskadental regelmäßig viele Kurgäste aus Bad Kissingen und Bad Bocklet.
Im Jahr 1776 ließ Hofkammerrat Geigel in seiner Funktion als Salinenkommissar das mörtellose Mauerwerk durch Kalkmauern ersetzen, da im vorherigen Winter Schäden durch Eis und Hochwasser entstanden waren. Im Jahr 1778 pflanzte Hof-Brunnenmeister Anton Timmler 20 Fichten im Kaskadental, nachdem die Deiche durch Frost entzweigetrieben worden waren. In den Folgejahren wurden im Kaskadental Bleirohre installiert. Da sich durch die Schneeschmelze zu viel Erde im Wasserbehälter befand, wurde dieser im Jahr 1790 unter Hofkammerrat Geigel vertieft sowie die Mauern mit Kalkmörtel aufgeführt; ferner wurden die Beschädigungen und Diebstählen zum Opfer gefallenen Zäune durch Dornenhecken sowie neue Zäune ergänzt.
Noch im Jahr 1795 beschrieb Physikus und Brunnenarzt Sebastian Goldwitz in seinem Werk „Die Mineralquellen zu Kissingen und Bocklet im fränkischen Hofstift Würzburg“ das Kaskadental als Anlage, in dem ein Spazierweg an zahlreichen und abwechslungsreichen Wasserspielen entlangführte.
Nach der Säkularisation begann das Kaskadental zu verfallen und wurde nun ausschließlich zum Flussbett für den Ilgenbach. Der Verbleib der Kaskadental-Skulpturen ist inzwischen zum Großteil unbekannt; der Torso einer der Skulpturen befindet sich heute im Altenburger Haus.
Am 10. Juli 1866  fanden um das Kaskadental und speziell am Altenburger Haus im Rahmen des Deutschen Krieges von 1866 Kriegshandlungen zwischen bayerischen und preußischen Truppen statt. Im Altenburger Haus erlag der von bayerischen Kugel verwundete preußische Lieutenant Robert Delius seinen Verletzungen; sein Grabmal befindet sich an der Gefallenengedenkstätte für 1866. Im Rahmen eines Kommers, der im Altenburger Haus im Jahr 1891 von mehreren Studentenschaften zur Erinnerung an die Kriegsereignisse abgehalten wurde, ehrten die Studenten den anwesenden Reichskanzler Otto von Bismarck mit einer Darbietung des Liedes Die Wacht am Rhein.